# Ministerium für Wirtschaft (DDR)
Das Ministerium für Wirtschaft (MfW) war ein Ministerium der DDR und existierte vom 13. April 1990 bis zum Tag der Deutschen Einheit am 3. Oktober 1990.
Das Ministerium wurde bis zum 16. August 1990 durch Minister Gerhard Pohl geführt. Staatssekretäre des Ministeriums waren Gunter Halm, Stefan Körber (PStS), Martin Dube und Dieter Prietzel. Im Sommer 1990 kam es zum Koalitionsbruch in der Regierung de Maizière, in deren Zuge Ministerpräsident Lothar de Maizière Gerhard Pohl aus seinem Posten entließ. Bis zur Auflösung des Ministeriums aufgrund der deutschen Wiedervereinigung wurde dieses kommissarisch durch Gunter Halm geleitet. Das Ministerium beschäftigte rund 1800 Mitarbeiter sowie indirekt weitere 4400 Personen über 33 angeschlossene wissenschaftliche Institute.
Die Gründung erfolgte durch einen Beschluss des Ministerrats der DDR vom 30. Mai 1990 mit rückwirkender Wirkung ab dem 13. April desselben Jahres. Im Zuge der Ministeriumsgründung wurden mehrere Industrieministerien aufgelöst. Diese waren das Ministerium für Leichtindustrie, das Ministerium für Schwerindustrie, das Ministerium für Maschinenbau und das Ministerium für Außenwirtschaft. Weiterhin ging auch das Wirtschaftskomitee im neugebildeten Ministerium auf.
Dem Ministerium für Wirtschaft wurden vorbereitend auf die Wiedervereinigung wichtige Aufgaben zuteil, wie die Schaffung gesetzlicher Grundlagen für die Angleichung des Wirtschaftssystems der DDR an die soziale Marktwirtschaft der BRD. Teilaspekte dieses Aufgabenbereichs waren die Organisation des Übergangs von einer Plan- zu einer Marktwirtschaft, die Reprivatisierung (Rückgabe an Alteigentümer) und Privatisierung volkseigener Betriebe sowie die Entflechtung der Kombinatsstrukturen, die Schaffung von Grundlagen für die Währungs-, Wirtschafts- und Sozialunion und die Neuorganisation der Geld- und Kreditwirtschaft. Eines der hierzu verfassten Gesetze unter hauptsächlicher Mitarbeit des MfW war das Treuhandgesetz.
Durch die Bildung mehrerer Arbeitsgruppen unter Mitwirkung des Bundesministeriums für Wirtschaft sollte die Kooperation zwischen den Ministerien der beiden Staaten verstärkt werden.